# Evangelische Gezangen
Evangelische Gezangen, voluit: Evangelische gezangen om nevens het boek der psalmen bij den openbaren godsdienst in de Nederlandsche Hervormde gemeenten gebruikt te worden, is de eerste liedbundel van de Nederlandse Hervormde Kerk. Hij werd in 1806 uitgegeven in Amsterdam. De bundel bevat 192 liederen voor gebruik in de eredienst, die tussen 1803 en 1805 verzameld werden.

## Inhoud
Evangelische Gezangen bevat 192 genummerde gezangen, geordend naar onderwerp. Veelal zijn het vertalingen of bewerkingen van Duitse en Franse liederen. Belangrijke bijdragen zijn van de hand van Hieronymus van Alphen, Willem Bilderdijk en Rhijnvis Feith.

## Geschiedenis
Tot het einde van de 18e eeuw werden in de Nederlandse Hervormde Kerk de 150 psalmen en enkele liederen gezongen, overeenkomstig artikel 69 van de Dordtse Kerkorde, vastgesteld door de Synode van Dordrecht op 25 mei 1619. Ofschoon enkele liederen gezongen werden die niet in de Kerkorde genoemd werden, bijvoorbeeld bij feestdagen, bestond er geen hervormde gezangenbundel. In 1773 werd een nieuwe psalmberijming in gebruik genomen en er ontstond behoefte aan liederen die de gevoelens van de gelovigen uitdrukten.
De Provinciale Synode van Noord-Holland nam in 1796 het initiatief met een plan om aan de psalmen enige gezangen toe te voegen. De andere Provinciale Synoden werden uitgenodigd bij te dragen aan het verzamelen van kerkgezangen. Omdat de meningen over de wenselijkheid van een liedbundel verdeeld waren duurde het tot 1803 voor een selectiecommissie haar werk begon, met Ahasuerus van den Berg als voorzitter.
Op 1 januari 1807 waren de Evangelische Gezangen algemeen verkrijgbaar en werden zij in gebruik genomen. De bundel ontmoette veel tegenstand in de gemeenten. Het gebruik ervan werd verplicht gesteld; deze verplichting werd pas in 1860 opgeheven. Kort na de instelling ervan moest soms de politie ingezet worden om die verplichting te handhaven. Geleidelijk verflauwde het verzet, maar er bleef tegenstand. Ds. de Cock, de man van de Afscheiding, verklaarde in 1834 —na zijn schorsing— de gezangen "strijdig met Gods Woord: een Gode onbehagend getier (...), een geheel van 192 Sirenische minneliederen, geschikt om de Hervormden, al zingende van de zaligmakende leer af te trekken.."
In 1866 verscheen de Vervolgbundel op de Evangelische Gezangen. Deze bevatte 82 nieuwe gezangen. In 1938 nam de hervormde liedbundel Psalmen en Gezangen voor den Eeredienst de meeste gezangen over.

## Trivia
In de inleiding van de bundel wordt met nadruk vermeld dat hij in taal en spelling de pas in 1804 in Nederland officieel geworden regels van Siegenbeek volgt.